# Pietro Testa

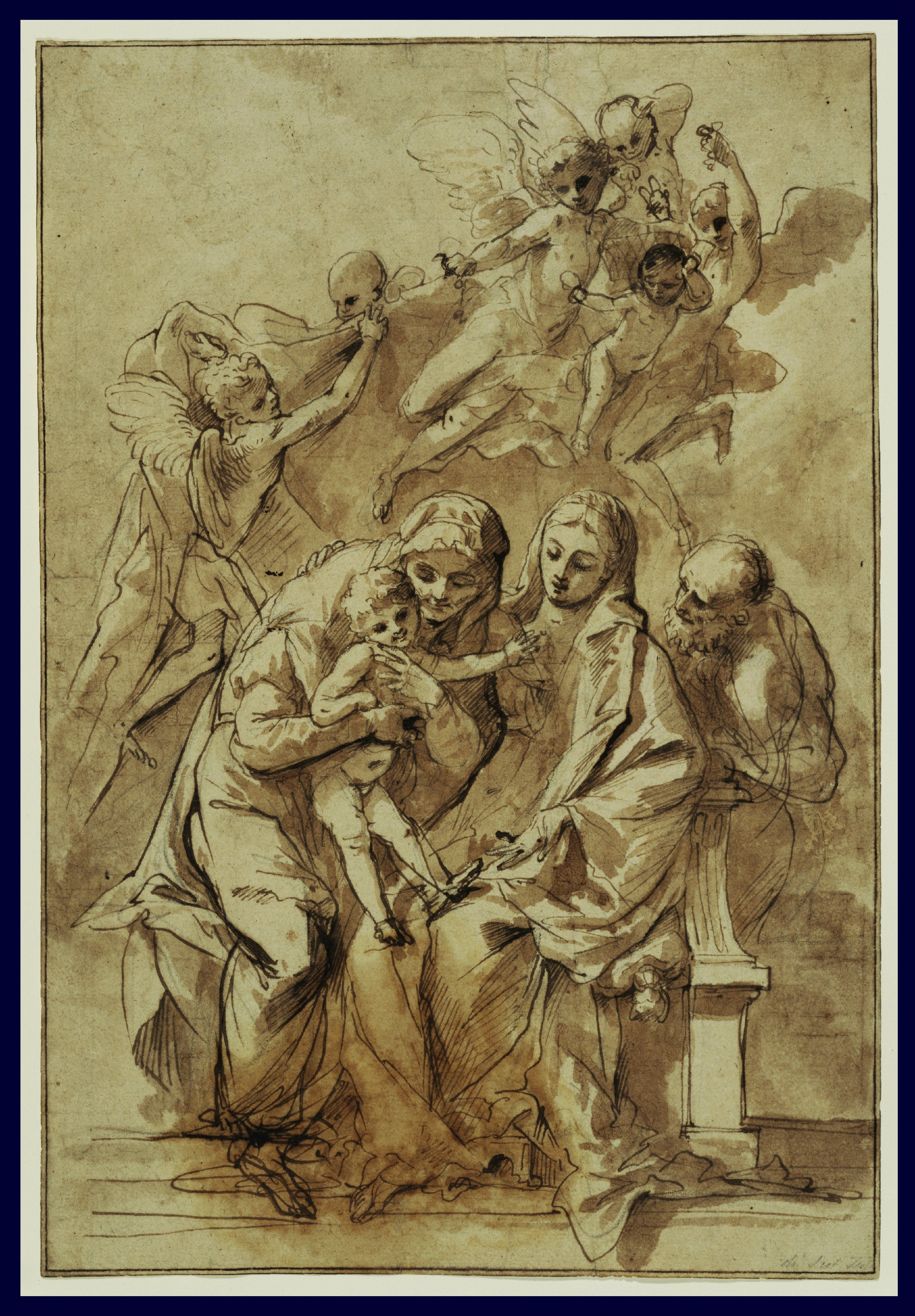
Den heliga Familjen med den heliga Anna (cirka 1645; tusch och krita).

Pietro Testa, kallad ”Il Lucchesino”, född 1611 i Lucca, död 1650 i Rom, var en italiensk målare och gravör under barocken.

## Biografi
Testa gick i lära hos Domenichino varefter han anställdes av Nicolas Poussins beskyddare Cassiano dal Pozzo för att utföra antikvariska ritningar. Testa fick snabbt rykte om sig att vara en skicklig etsare och gravör. År 1631 började han i Pietro da Cortonas ateljé, men han blev avskedad på grund av sin förment svåra personlighet. Efter att ha arbetat en kort tid i sin hemstad Lucca återvände han till Rom men reste åter till Lucca. 
Framåt mitten av 1640-talet återvände Testa på nytt till Rom och påbörjade en traktat om måleri, i vilken han avvisade barockens illusionistiska måleri till förmån för en mera stramt hållen klassicism. Han lyckades dock inte locka några beställare och började att tvivla på sin förmåga. Testa begick självmord 1650 genom att kasta sig i Tibern.
I kyrkan San Martino ai Monti på Esquilinen i Rom kan man beskåda en av Testas få bevarade målningar.